# لانس ريتشاردسون
لانس ريتشاردسون (بالإنجليزية: Lance Richardson)‏ (1 أبريل 1899 - 22 سبتمبر 1958) هو لاعب كرة قدم بريطاني (وحمل سابقاً جنسية المملكة المتحدة لبريطانيا العظمى وأيرلندا) في مركز حراسة المرمى. لعب مع مانشستر يونايتد.